# الرديف 54
الرديف 54 هو فيلم تونسي اخرج علي العبيدي تم انتاجه سنة 1997 و تم تصويره في مدينة الرديف في الجنوب التونسي

## قصة الفيلم
يعود إبراهيم إلى قريته الرديف في جنوب تونس عام1954 بعد ثمان سنوات قضاها في فرنسا لدراسة الحقوق لكن عند رجوعه يجد كافة الموازين والمفاهيم قد تغيرت واصبحت الحركة الوطنية في مفترق الطرق فينضم إلى الجبهة الوطنية.

## روابط خارجية
- الرديف 54 على موقع IMDb (الإنجليزية)
- الرديف 54 على موقع ألو سيني (الفرنسية)
- الرديف 54 على موقع Turner Classic Movies (الإنجليزية)
- الرديف 54 على موقع قاعدة بيانات الفيلم (الإنجليزية)
- الرديف 54 على موقع ليتربوكسد (الإنجليزية)
- الرديف 54 على موقع كينوبويسك (الروسية)